# Vermandois
Vermandois je zaniklý francouzský region rozkládající se v tradičním regionu Pikardie, dnes z větší části na území departementu Aisne, přičemž menší části bývalého regionu Vermandois zasahují do departementů Somme, Oise a Nord. 
Pipin z Vermandois byl prvním jeho dědičným hrabětem. Byl v přímé mužské linii potomkem císaře Karla Velikého. Jeho nástupcem byl jeho syn Herbert I. z Vermandois, pán z Péronne a St. Quentin, který byl v roce 902 zabit atentátníkem, kterého najal Balduin II. Flanderský. Pipinův vnuk Herbert II. z Vermandois značně zvýšil svou územní moc ve Vermandois, šest let věznil zákonného krále západofranského království Karla Prosťáčka. Jeho nástupci Albert I., Herbert III., Albert II., Otto a Herbert IV. nebyli již tak historicky významní.
Vermandois byl rozdělen smlouvou z Arrasu v roce 1435, která postoupila území Saint-Quentin Burgundům.
V současné době je centrálním městem území Vermandois Saint-Quentin, které je součástí územně-správní jednotky Saint-Quentin. Od roku 2016 je toto historické území součástí regionu Hauts-de-France.